# Вест-Дентон (Меріленд)
Вест-Дентон (англ. West Denton) — переписна місцевість (CDP) в США, в окрузі Керолайн штату Меріленд. Населення — 46 осіб (2020).

## Географія
Вест-Дентон розташований за координатами 38°53′22″ пн. ш. 75°50′20″ зх. д. / 38.88944° пн. ш. 75.83889° зх. д. (38.889501, -75.838935).  За даними Бюро перепису населення США в 2010 році переписна місцевість мала площу 0,77 км², уся площа — суходіл.

## Демографія
Згідно з переписом 2010 року, у переписній місцевості мешкали 52 особи в 22 домогосподарствах у складі 15 родин. Густота населення становила 68 осіб/км².  Було 29 помешкань (38/км²).
Расовий склад населення:
| - 80,8 % — білих - 13,5 % — чорних або афроамериканців - 5,8 % — корінних американців |

До двох чи більше рас належало 0,0 %. Частка іспаномовних становила 0,0 % від усіх жителів.
За віковим діапазоном населення розподілялося таким чином: 13,5 % — особи молодші 18 років, 71,1 % — особи у віці 18—64 років, 15,4 % — особи у віці 65 років та старші. Медіана віку мешканця становила 49,8 року. На 100 осіб жіночої статі у переписній місцевості припадало 85,7 чоловіків;  на 100 жінок у віці від 18 років та старших — 95,7 чоловіків також старших 18 років.
Цивільне працевлаштоване населення становило 32 особи. Основні галузі зайнятості: оптова торгівля — 59,4 %, науковці, спеціалісти, менеджери — 40,6 %.